# Elephantomyia carbo
Elephantomyia carbo är en tvåvingeart. Elephantomyia carbo ingår i släktet Elephantomyia och familjen småharkrankar.

## Underarter
Arten delas in i följande underarter:
- E. c. carbo
- E. c. sikkimensis